# Titanit
Titanit, auch Sphen genannt, ist ein häufig vorkommendes Mineral aus der Mineralklasse der „Silikate und Germanate“ mit der chemischen Formel CaTi[O|SiO4] und ist damit chemisch gesehen ein Calcium-Titan-Silikat. Strukturell gehört Titanit zu den Inselsilikaten.
Titanit kristallisiert im monoklinen Kristallsystem und entwickelt meist tafelige oder keilförmig zugespitzte Kristalle und Zwillinge mit glas- bis diamantähnlichem Glanz auf den Oberflächen. Er kommt aber auch in Form körniger bis massiger Mineral-Aggregate vor. In reiner Form ist Titanit farblos und durchsichtig. Durch vielfache Lichtbrechung aufgrund von Gitterbaufehlern oder polykristalliner Ausbildung kann er aber auch durchscheinend weiß erscheinen und durch Fremdbeimengungen eine grüne, gelbe, rote, graue oder braune bis schwarze Farbe annehmen.

## Etymologie und Geschichte
Erstmals entdeckt wurde Titanit in den Hauzenberger Graphitgruben im Bayerischen Wald. Die Erstbeschreibung erfolgte 1795 durch Martin Heinrich Klaproth, der das Mineral nach dessen Gehalt an Titan benannte.
Das Synonym Sphen (altgr. σφήν sphén „Keil“) erhielt Titanit aufgrund seiner oft keilförmigen Kristallformen.
Titanit war bereits lange vor der Gründung der International Mineralogical Association (IMA) bekannt und als eigenständige Mineralart anerkannt. Damit hätte Titanit theoretisch den Status eines grandfathered Mineral. In der 1967 erfolgten Publikation der IMA: Commission on new minerals and mineral names wurde Titanit als offizieller Mineralname festgelegt. Da dies automatisch eine nachträgliche Ankerkennung für den Titanit bedeutete, wird das Mineral seitdem in der „Liste der Minerale und Mineralnamen“ der IMA unter der Summenanerkennung „1967 s.p.“ (special procedure) geführt.

## Klassifikation
In der veralteten 8. Auflage der Mineralsystematik nach Strunz gehörte der Titanit zur Mineralklasse der „Silikate“ und dort zur Abteilung der „Inselsilikate mit tetraederfremden Anionen (Neso-Subsilikate)“, wo er als Namensgeber die „Titanit-Reihe“ mit der System-Nr. VIII/A’.07 und den weiteren Mitgliedern Malayait und im Anhang mit Fersmanit und Tundrit bildete.
Im zuletzt 2018 überarbeiteten und aktualisierten Lapis-Mineralienverzeichnis nach Stefan Weiß, das sich im Aufbau noch nach dieser alten Form der Systematik von Karl Hugo Strunz richtet, erhielt das Mineral die System- und Mineral-Nr. VIII/B.12-010. In der „Lapis-Systematik“ entspricht dies ebenfalls der Abteilung „Inselsilikate mit tetraederfremden Anionen“, wo Titanit zusammen mit Malayait, Natrotitanit, Trimounsit-(Y), Vanadomalayait und Żabińskiit eine unbenannte Gruppe mit der Systemnummer VIII/B.12 bildet.
Die von der IMA zuletzt 2009 aktualisierte 9. Auflage der Strunz’schen Mineralsystematik ordnet den Titanit in die erweiterte Mineralklasse der „Silikate und Germanate“ und dort in die Abteilung der „Inselsilikate“ ein. Diese ist weiter unterteilt nach der möglichen Anwesenheit zusätzlicher Anionen und der Koordination der beteiligten Kationen, so dass das Mineral entsprechend seiner Zusammensetzung in der Unterabteilung „Inselsilikate mit zusätzlichen Anionen; Kationen in meist [6] und >[6] Koordination“ zu finden ist, wo er nur noch zusammen mit Malayait und Vanadomalayait die „Titanitgruppe“ mit der System-Nr. 9.AG.15 bildet.
In der vorwiegend im englischen Sprachraum gebräuchlichen Systematik der Minerale nach Dana hat Titanit die System- und Mineralnummer 52.04.03.01. Dies entspricht der Klasse der „Silikate“ und dort der Abteilung „Inselsilikate: SiO4-Gruppen und O, OH, F und H2O“, wo das Mineral zusammen mit Malayait und Vanadomalayait in der „Titanitgruppe“ mit der Systemnummer 52.04.03 innerhalb der Unterabteilung „Inselsilikate: SiO4-Gruppen und O, OH, F und H2O mit Kationen in [6] und/oder >[6]-Koordination“ zu finden ist.

## Kristallstruktur
Titanit kristallisiert monoklin in der Raumgruppe C2/c (Raumgruppen-Nr. 15) mit den Gitterparametern a = 6,57 Å; b = 8,72 Å; c = 7,44 Å und β = 119,7° sowie 4 Formeleinheiten pro Elementarzelle.

## Eigenschaften

### Chemische Eigenschaften
Das Mineral ist empfindlich gegenüber Säuren (vollkommene Löslichkeit in Schwefelsäure), Laugen sowie Wärmeeinflüssen.

### Physikalische Eigenschaften
Vor dem Lötrohr schmilzt Titanit an den Kanten zu dunklem Glas.
Je nach Fundort kann das Mineral durch Fremdbeimengungen an Uran, Thorium oder Radium schwach radioaktiv sein und eine spezifische Aktivität von etwa 82 Bq/g aufweisen (zum Vergleich: natürliches Kalium 31,2 Bq/g).

## Bildung und Fundorte
Titanit hat einen relativ weiten Stabilitätsbereich, das heißt, er kann sich bei Drücken bis 1,4 Gpa und Temperaturen bis 700 °C bilden (nach W. G. Ernst und Jun Liu 1996) und entsprechend entweder direkt durch magmatische oder indirekt durch metamorphe Vorgänge in Pegmatiten entstehen.
Als häufige Mineralbildung ist Titanit an vielen Fundorten anzutreffen, wobei weltweit bisher über 6000 Fundorte dokumentiert sind (Stand 2023).
Attraktive, sammelwürdige Titanite mit teilweise bis zu 18 cm großen Kristallen fand man auf alpinotypen Gängen in Österreich (Zillertal, Felbertal), der Schweiz (Tujetsch, Binntal) und in Russland (Dodo-Mine, Njoroika, nördlicher Ural). Große, aber unvollkommene Kristalle mit einem Gewicht von bis zu 40 kg wurden in Kanada (Ontario) und den USA (New York) entdeckt. Ein weiterer berühmter, historischer Fundpunkt in Deutschland ist der Plauensche Grund zwischen Dresden und Freital. Im dort anstehenden Monzonit wurden die berühmten Titanitspiegel gefunden.
Reiche Vorkommen mit drei oder mehr Fundorten liegen unter anderem in Argentinien, Australien, Bolivien, Brasilien, Bulgarien, Chile, in der Volksrepublik China, in Deutschland, Finnland, Frankreich, Griechenland, Indien, Irland, Italien, Japan, Kamerun, Kanada, Kasachstan, Kirgisien, auf Kuba, auf Madagaskar, in Malawi, Marokko, Mexiko, der Mongolei, Namibia, Nordkorea, Norwegen, Österreich, Pakistan, Portugal, Rumänien, Russland, Schweden, der Schweiz, der Slowakei, Spanien, Sri Lanka, Südafrika, Südkorea, Tansania, Tschechien, der Ukraine, Ungarn, im Vereinigten Königreich (Großbritannien) sowie in den Vereinigten Staaten von Amerika (USA).

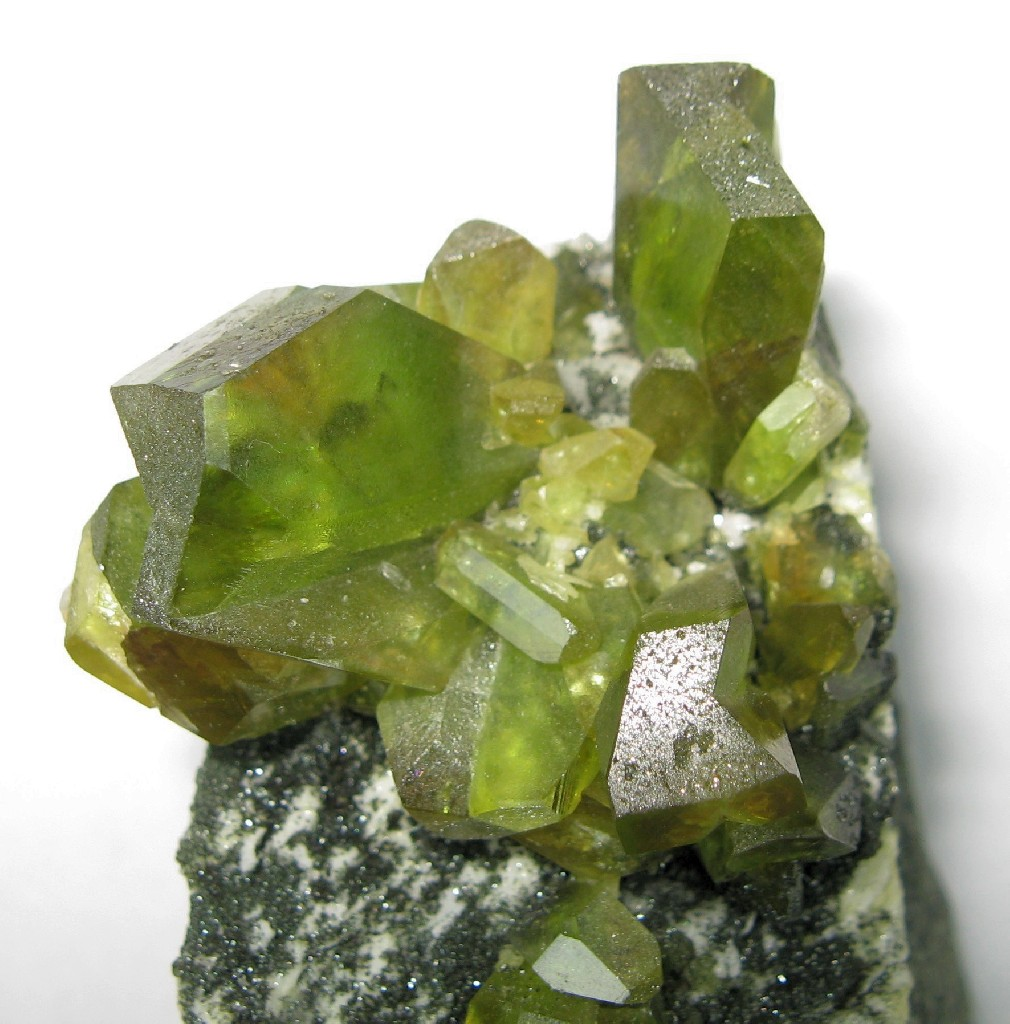
Kristallstufe mit grünlichen Titaniten aus dem Tormiqtal, Haramosh Mountains, Pakistan
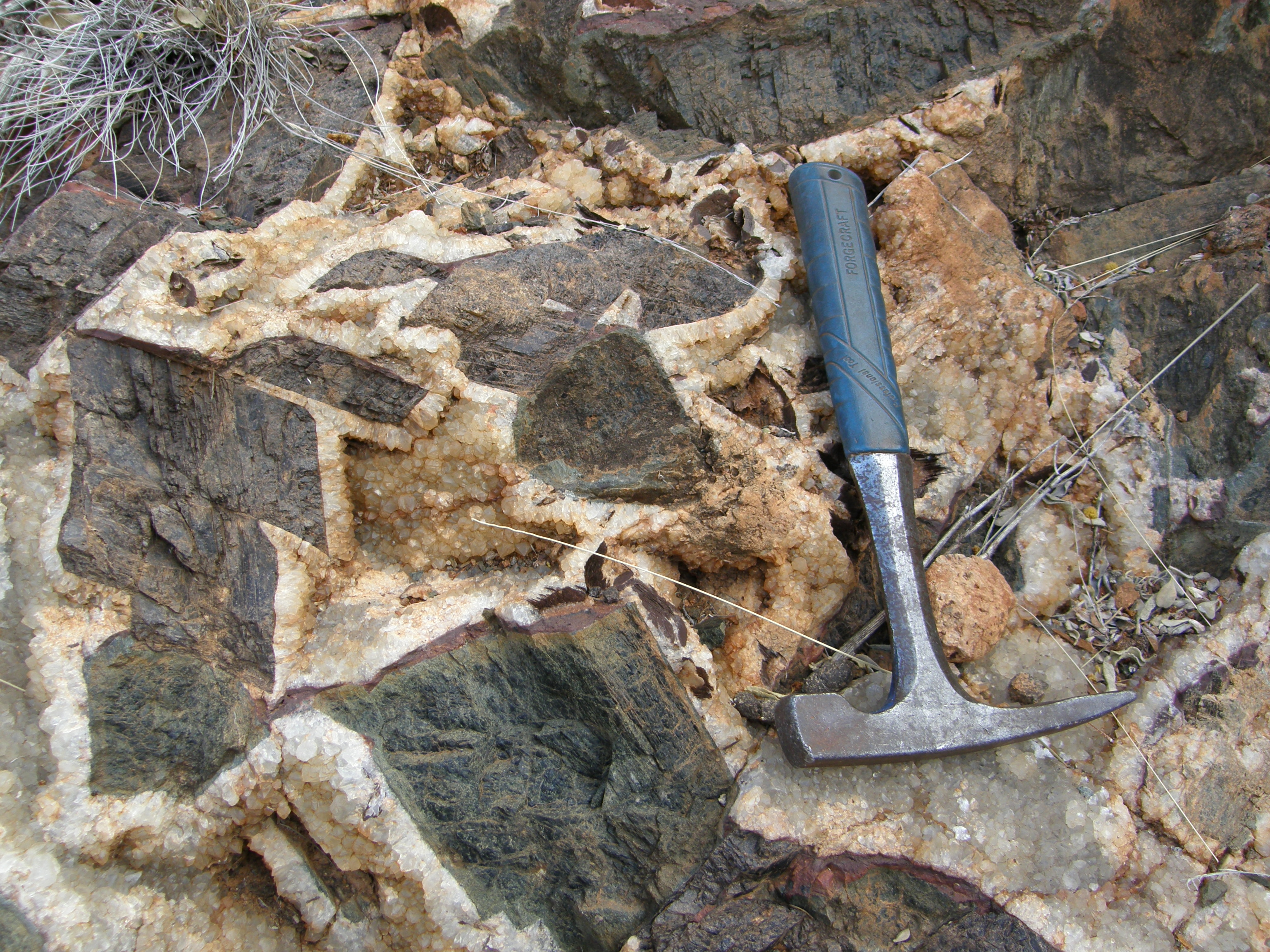
Große Titanitkristalle (schwarz) neben Diopsid (dunkelgrün) und Quarz (weiß) in einem Pegmatit (Radium Creek, South Australia)
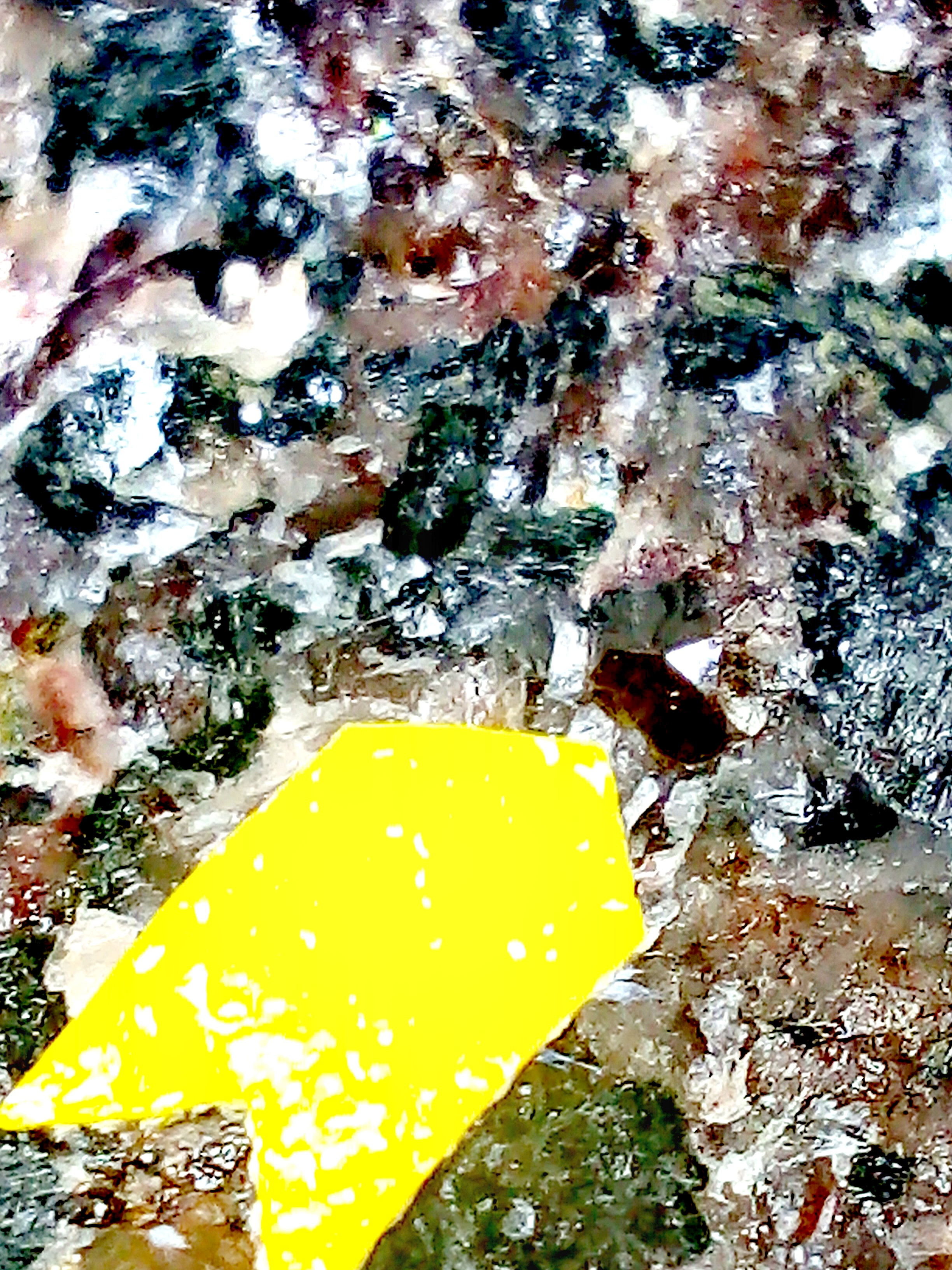
Idiomorpher Titanit-Kristall im Syenit aus dem Plauenschen Grund bei Dresden
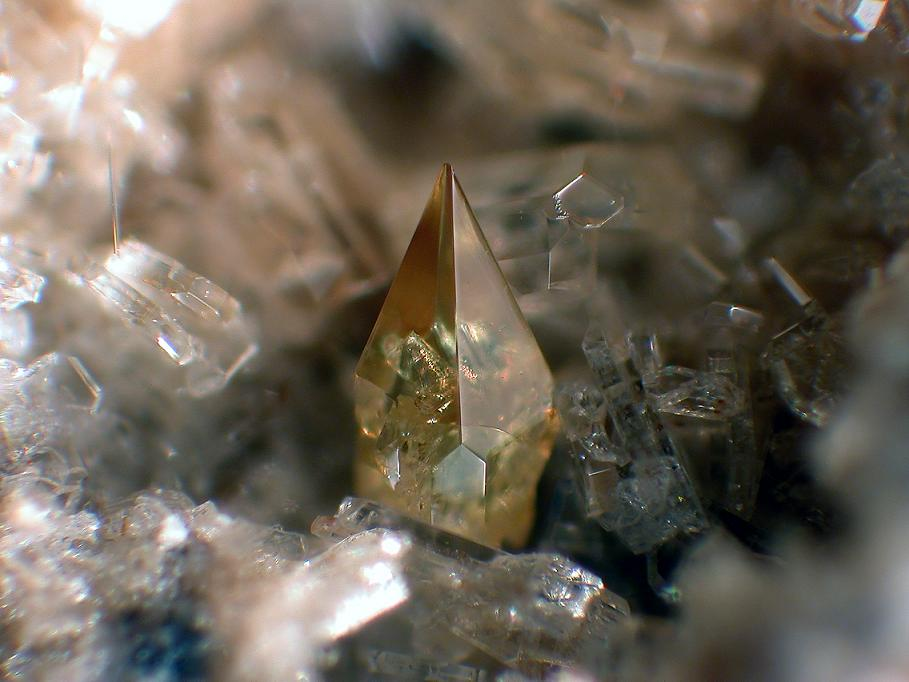
Gelblicher Titanit aus Ochtendung in der Eifel

## Verwendung

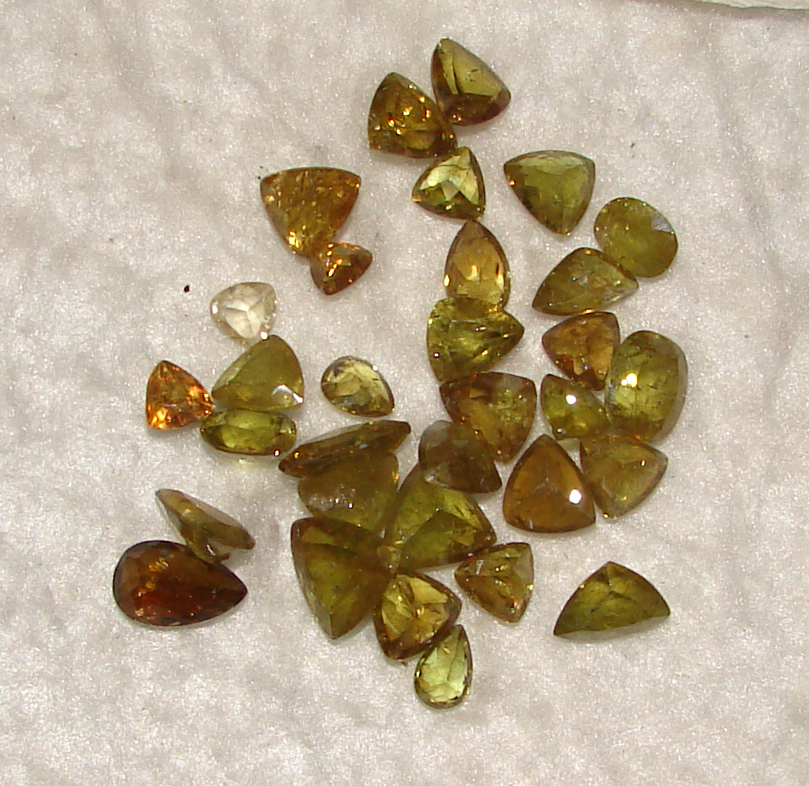
Mehrere Titanite im dreieckförmigen Facettenschliff

### Rohstoff
Titanit dient bei lokaler Anhäufung als Rohstoff zur Herstellung von Titandioxid (TiO2). Bevorzugt werden allerdings die bereits natürlich vorkommenden Titandioxide Rutil, Anatas und Brookit.

### Schmuckstein
Klare Varietäten werden zu Schmucksteinen verarbeitet und dienen im Facettenschliff vor allem als Diamantersatz. Allerdings ist das Mineral aufgrund seiner Empfindlichkeit gegenüber Säuren, Laugen und Wärmeeinflüssen nicht leicht zu verarbeiten.